# Tomás Santos
Tomás Santos Munilla (Logronyo, 26 de novembre de 1950) va ser alcalde de Logronyo des de juny del 2007 fins a juny del 2011. Va arribar a l'alcaldia després de les Eleccions municipals espanyoles de 2007, celebrades el 27 de maig, quan el seu partit, el PSOE, va aconseguir desbancar al Partit Popular, que portava 12 anys al capdavant del Consistori, primer amb José Luis Bermejo i posteriorment amb Julio Revuelta, gràcies al pacte amb el Partido Riojano. Després de les eleccions del 22 de maig de 2011, va perdre l'alcaldia a causa de la victòria de Cuca Gamarra, qui va aconseguir 17 regidors a l'ajuntament de Logronyo.